# Cuatro cuatros
El problema de los cuatro cuatros es uno de los problemas enunciados en el libro El hombre que calculaba (de Malba Tahan). 
El origen del problema se da en una conversación entre Beremiz (El hombre que calculaba) y su acompañante, al ver una tienda en la que todo se vendía a cuatro dinares. De ahí que Beremiz recuerde que es una interesante coincidencia que le hace recordar un "hermoso problema".
El problema consiste, según el enunciado, en encontrar la forma matemática para representar cualquier número, usando para ello solo cuatro cuatros (cuatro números cuatro), y a lo sumo, algunos símbolos no literales para las operaciones básicas. Beremiz da algunos ejemplos para algunos de los números más conocidos, como el cero y los números del uno al diez. 
Problemas similares pueden plantearse con tres treses, etcétera. Sin embargo, es muy fácil representar con cuatro cuatros muchos números de gran importancia para las civilizaciones actuales.
Es común plantear este problema en dos fases, primero resolver los números de uno al diez, y después del uno al cien. Todos los primeros cien números tienen respuesta. 
También existe la variación de hacerlo con los números uno, dos, tres y cuatro, donde cada número debe utilizarse una y solo una vez.

## Ejemplos de representaciones usando cuatro cuatros
A continuación, se presentan algunos ejemplos para varios números.
| 0    | {\displaystyle {4 \over 4}-{4 \over 4}}{\displaystyle 44-44}{\displaystyle (4\times 4)-(4\times 4)}{\displaystyle 4-4+4-4}{\displaystyle 4^{4 \over 4}-4} |
| 1    | {\displaystyle {4 \over 4}\times {4 \over 4}}{\displaystyle {44 \over 44}}{\displaystyle (4\times 4) \over (4\times 4)}                                   |
| 2    | {\displaystyle {4 \over 4}+{4 \over 4}}{\displaystyle {4+{\sqrt {4}}-{\sqrt {4}}} \over {\sqrt {4}}}{\displaystyle {4\times 4} \over {4+4}}               |
| 3    | {\displaystyle {{4\times 4-4} \over 4}}{\displaystyle {4+4+4} \over 4}{\displaystyle {\sqrt {4}}+{\sqrt {4}}-{4 \over 4}}                                 |
| 4    | {\displaystyle \left((4-4\right)\times 4)+4}{\displaystyle {{(4+4)}\times {\sqrt {4}} \over 4}}                                                           |
| 5    | {\displaystyle {{(4\times 4)+4} \over 4}}{\displaystyle {\sqrt {4}}+{\sqrt {4}}+{4 \over 4}}{\displaystyle 4^{4-4}+4}                                     |
| 6    | {\displaystyle {{4!\times {4 \over 4}} \over 4}}{\displaystyle 4+({4+4 \over 4})}                                                                         |
| 7    | {\displaystyle {4! \over {4+4}}+4}{\displaystyle {44 \over 4}-4}{\displaystyle 4+4-{4 \over 4}}                                                           |
| 8    | {\displaystyle 4+4\times {4 \over 4}}{\displaystyle 4+4+4-4}{\displaystyle 4^{4 \over 4}+4}                                                               |
| 9    | {\displaystyle 4+4+{4 \over 4}} |
| 10   | {\displaystyle 4+{\sqrt {4}}+{\sqrt {4}}+{\sqrt {4}}}{\displaystyle {(44-4) \over 4}}{\displaystyle {4!+(4\times 4)} \over 4}                             |
| 11   | {\displaystyle 44 \over ({\sqrt {4}}+{\sqrt {4}})} |
| 12   | {\displaystyle {\sqrt {4}}\times ({\sqrt {4}}+{\sqrt {4}}+{\sqrt {4}})}{\displaystyle 4!-4-4-4}{\displaystyle 4\times 4-{\sqrt {4\times 4}}}              |
| 13   | {\displaystyle {4! \over {\sqrt {4}}}+{4 \over 4}} |
| 14   | {\displaystyle {4\times 4}-{4 \over {\sqrt {4}}}} |
| 15   | {\displaystyle {44 \over 4}+4}{\displaystyle {4\times 4}-{4 \over 4}}                                                                                     |
| 16   | {\displaystyle 4+4+4+4} |
| 17   | {\displaystyle 4\times 4+{4 \over 4}} |
| 18   | {\displaystyle 4\times 4+{4 \over {\sqrt {4}}}} |
| 19   | {\displaystyle 4!-{4 \over 4}-4} |
| 20   | {\displaystyle \left(4+{4 \over 4}\right)\times 4} |
| 21   | {\displaystyle 4!-(4-{4 \over 4})} |
| 22   | {\displaystyle 4!-{\sqrt {4}}\times {4 \over 4}} |
| 23   | {\displaystyle 4!-4^{(4-4)}}{\displaystyle 4!-{\sqrt {4}}+{4 \over 4}}                                                                                    |
| 24   | {\displaystyle 4\times 4+4+4} |
| 25   | {\displaystyle 4!+{\sqrt {4}}-{4 \over 4}} |
| 26   | {\displaystyle 4!+{4+4 \over 4}} |
| 27   | {\displaystyle 4!+{\sqrt {4}}+{4 \over 4}} |
| 28   | {\displaystyle 4!+{4*4 \over 4}}{\displaystyle (4+4)\cdot 4-4}                                                                                            |
| 29   | {\displaystyle 4!+4+{4 \over 4}} |
| 30   | {\displaystyle 4!+4+{4 \over {\sqrt {4}}}} |
| 31   | {\displaystyle 4!+{4+4! \over 4}} |
| 32   | {\displaystyle {{\left(4^{4}\right)} \over {4+4}}}{\displaystyle 4!+{{4\times 4} \over {\sqrt {4}}}} {\displaystyle 4\cdot 4+4\cdot 4}                    |
| 35   | {\displaystyle 4!+{44 \over 4}} |
| 36   | {\displaystyle 4(4+4)+4} |
| 60   | {\displaystyle {4\times 4\times 4}-4}{\displaystyle 4^{\sqrt {4}}+44}                                                                                     |
| 70   | {\displaystyle {(4+4)! \over 4!\cdot 4!}}{\displaystyle 4!+4!+4!-{\sqrt {4}}}                                                                             |
| 82   | {\displaystyle {(4!-4)\cdot 4+{\sqrt {4}}}} |
| 86   | {\displaystyle 44\cdot {\sqrt {4}}-{\sqrt {4}}} |
| 100  | {\displaystyle (4+4+{\sqrt {4}})^{\sqrt {4}}} |
| 180  | {\displaystyle 44\times 4+4} |
| 250  | {\displaystyle 4^{4}-4-{\sqrt {4}}} |
| 256  | {\displaystyle {4\times 4\times 4\times 4}} |
| 1024 | {\displaystyle {{(4+4)^{4}} \over 4}} |
| 4444 | {\displaystyle {4444}} |

## Prueba para todo número real
Si bien el problema original solo contaba con las operaciones de suma, resta, multiplicación, división, concatenación, raíces, factoriales y conversión a decimales, si se permite también agregar el operador logaritmo, entonces se puede generar una solución para todo número perteneciente a los números reales.
Partiendo que:
{\displaystyle a=b^{c}\Rightarrow \log _{b}a=c}
Quiere decir que:
{\displaystyle 4=4^{1}\Rightarrow \log _{4}4=1}
{\displaystyle 16=4^{2}\Rightarrow \log _{4}16=2}
{\displaystyle 64=4^{3}\Rightarrow \log _{4}64=3}
Y de esta manera sucesivamente, se tiene una respuesta para todos los números reales utilizando {\displaystyle \log _{4}(x)}, ya que {\displaystyle \lim _{x\rightarrow \infty }\log _{4}(x)=\infty }, así que habrá una respuesta para cada número natural.
Además que {\displaystyle \log _{4}4^{n}=n}
Ahora, para utilizar los cuatro cuatros, entonces se procede con que:
{\displaystyle {\sqrt {a}}\equiv a^{\frac {1}{2}}}
Utilizando esto en la propiedad anterior se obtiene que:
{\displaystyle \log _{4}{\sqrt {4}}={\frac {1}{2}}}
{\displaystyle {\sqrt {\sqrt {a}}}\equiv a^{{\frac {1}{2}}\cdot {\frac {1}{2}}}}
{\displaystyle \log _{4}{\sqrt {\sqrt {4}}}={\frac {1}{4}}}
{\displaystyle \log _{4}{\sqrt {\sqrt {\sqrt {4}}}}={\frac {1}{8}}}
De esta manera, y con los operandos logaritmo y raíz, se utilizan dos de los cuatro cuatros; ahora, se parte de:
{\displaystyle a=b^{c}\Rightarrow \log _{b}a=c}
Para encontrar las respuestas de los anteriores pero esta vez para la base {\displaystyle {\frac {1}{2}}}:
{\displaystyle \log _{\frac {1}{2}}({\frac {1}{2}})=1}
{\displaystyle \log _{\frac {1}{2}}({\frac {1}{4}})\equiv \log _{\frac {1}{2}}({\frac {1}{2}}^{2})=2}
{\displaystyle \log _{\frac {1}{2}}({\frac {1}{8}})\equiv \log _{\frac {1}{2}}({\frac {1}{2}}^{3})=3}
Lo único que se requiere es conseguir expresar {\displaystyle {\frac {1}{2}}} con los dos cuatros restantes;
{\displaystyle {\frac {1}{2}}={\frac {2}{4}}\equiv {\frac {\left|{\sqrt {4}}\right|}{4}}}
Entonces todo lo que se requiere es expresar:
{\displaystyle \log _{\frac {\left|{\sqrt {4}}\right|}{4}}\left[\log _{4}{\sqrt {4}}\right]=n}
Donde n es el número de operando raíces que deben ser colocadas
Con n=1;
{\displaystyle \log _{\frac {\left|{\sqrt {4}}\right|}{4}}\left[\log _{4}{\sqrt {4}}\right]=1}
Con n=2;
{\displaystyle \log _{\frac {\left|{\sqrt {4}}\right|}{4}}\left[\log _{4}{\sqrt {\sqrt {4}}}\right]=2}
Con n=3;
{\displaystyle \log _{\frac {\left|{\sqrt {4}}\right|}{4}}\left[\log _{4}{\sqrt {\sqrt {\sqrt {4}}}}\right]=3}
Con n=4;
{\displaystyle \log _{\frac {\left|{\sqrt {4}}\right|}{4}}\left[\log _{4}{\sqrt {\sqrt {\sqrt {\sqrt {4}}}}}\right]=4}
Recordemos que una raíz n de un número m, es igual a m elevado a la (1/n), por ende al utilizar la raíz cuadrada de 4 dejaríamos de usar solo cuatro cuatros, ya que también estaríamos empleando los números 1 y n respectivamente para la potencia. En conclusión, esta demostración por construcción queda totalmente invalidada porque no cumple con la premisa de partida del problema. Finalmente, podemos deducir que F lau. No olvidar que al asumir la transitividad por la Conjetura de Cliff, se toman solo los números impares.